# Ербас А380
Ербас A380 (енгл. Airbus A380) је широкотрупни, четворомоторни авион са путничком кабином на два нивоа, европске корпорације Ербас и њене филијале ЕАДС-а. Највећи је путнички авион на свету и први, у којем се горњи ниво путничке кабине простире целом дужином трупа. Капацитет овог авиона се креће између 525 и 853 путника, а може да понесе максимални терет до 590 тона. Овај тип авиона је први пут полетео 27. априла 2005. године, у Тулузу у Француској, а први редовни путнички лет обавио је 25. октобра 2007. године за сингапурску авио-компанију, Сингапур ерлајнс.
Због тога што се горња путничка кабина простире дуж целе дужине трупа, обезбеђује се 50% више путничких места у односу на главног конкурента Боинг 747-400, са конфигурацијом од 525 седишта у три путничке класе или до 853 седишта у целој економској класи. Постоје две варијанте овог авиона. Ербас А380 је путнички авион.  (енгл. Freighter), карго верзија, је други је по величини карго авион на свету, после Антонова Ан-225. Долет А380-800 је 15.400 km, довољно за непрекидне летове од Њујорка до Хонгконга, са просечном брзином од 945 km/h.

## Комерцијална употреба
Први испоручени Ербас А380 добила је сингапурска авио-компанија у октобру 2007. Први комерцијални лет је обављен 25. октобра 2007. на линији Сингапур - Сиднеј.
До августа 2012. је поручено 262 примерака овог модела, а испоручен је 103 примерак.
Од почетка комерцијалне употребе октобра 2007. до октобра 2011. А380 је превезао преко 16.000.000 путника и остварио преко 350.000 сати лета.
До данас је направљен 101 примерак авиона. Стоти примерак је испоручен авио-компанији Малејша ерлајнс. Највећи поручилац овог авиона је авио-компанија Емирејтс, која је поручила 90 примерака.

## Развој

### Концепт
У лето 1988. група Ербасових инжењера предвођених Жаном Родер у тајности почиње рад на развоју линијског авиона ултра-високог капацитета (енгл. Ultra-high-capacity airliner - UHCA), ради комплетирања сопственог асортимана производа и прекида доминације Боинга, који је са моделом 747 у том сегменту тржишта доминирао од раних седамдесетих година прошлог века. Макдонел Даглас је деведесетих година прошлог века неуспешно тржишту понудио свој двоспратни MD-12, и док су произвођачи ишли ка томе да произведу наследника Боинга 747, било је познато да на тржишту авиона са 600 до 800 путничких седишта има места само за један профитабилни авион. Оба произвођача били су свесни тог ризика, као што је то било демонстрирано симултаним увођењем у саобраћај Локида L-1011 и Макдонел Дагласа DC-10. Оба авиона била су намењена тадашњим потребама авио-компанија, али се само један могао профитабилно одржати, па је дошло до повлачења Локида из производње путничких авиона.
Након формалне презентације главном менаџеру Ербаса у јуну 1990. Родер је добио одобрење за даље истраживање пројекта UHCA, који је јавности представљен исте године на ваздухопловном сајму у Фернбороугу, с циљем од 15% мање оперативних трошкова у односу на Боинг 747-400. Ербас је организовао четири тима инжењера, сваког из једног од „Aérospatiale”, „DaimlerChrysler Aerospace”, „British Aerospace” i „EADS CASA”, да предложе нове технологије за дизајн својих будућих авиона. Требало је да пројекти буду представљени 1992. и најбољи од њих искоришћени при даљем развоју.
Јануара 1993. Боинг и неколико компанија из Ербасовог конзорцијума започели су заједничко истраживање изводљивости пројекта авиона познатога као „Врло велики комерцијални транспорт“ (енгл. Very Large Commercial Transport, VLCT), ради могућег партнерства на подели ограниченог тржишта. То заједничко истраживање напуштено је две године касније. Боингов интерес је опао јер су аналитичари сматрали да такав производ вероватно неће исплатити потребних 15 милијарди америчких долара за развој. Упркос чињеници да су само две авио-компаније јавно изразиле интерес за набавку таквог авиона, Ербас је покренуо сопствени пројекат великог авиона. Аналитичари су сматрали да ће Боинг предузети продужење свога 747, и да се ваздушни саобраћај већ удаљава из система „hub and spoke” који је консолидовао промет великих авиона, према више сталних рута које могу опслуживати мањи авиони.
Јуна 1994. Ербас започиње развој свог врло великог авиона, тада названог „A3XX”. Разматрано је неколико могућих пројеката, укључујући и комбинацију два трупа Ербаса А340, тада највећег Ербасовог млазњака, постављена паралелно један поред другога. „A3XX” је супротстављен истраживању „Врло великог комерцијалног транспорта“ и Боинговом пројекту „Новог великог Авиона” (енгл. New Large Aircraft, NLA), наследнику Боинга 747. Азијска финансијска криза 1997—2000. је тржишну перспективу знатно смрачила, на што је Ербас усавршио пројекат „A3XX“, циљајући на 15-20% мање оперативне трошкове у односу на Боинг 747-400. Пројекат „A3XX“ био је усмерен према двоспратном распореду који омогућава више простора за путнике у односу на традиционални једноспратни пројекат, у складу с традиционалном „hub and spoke” теоријом супротстављеном теорији „point-to-point” Боинга 777, након опсежног истраживања тржишта са преко 200 циљних група. Ипак, од прогноза 1995. до данас, други стручњаци, укључујући и једног бившег Ербасовог менаџера, оспорили су оправдање „hub and spoke” теорије, и наставили су да предвиђају мало тржиште за врло велике авионе као што је А380.

### Пројектовање
Надзорни одбор новореструктурисаног Ербаса је 19. децембра 2000. изгласао покретање 8,8 милијарди евра вредног програма изградње авиона А3XX, тада преименованог А380. Име новог авиона означио је прекид са традицијом дезигнације Ербасових авиона које су до тада узастопно напредовале од Ербаса А300 до Ербаса А340. Назив А380 изабран је јер попречни пресек авиона подсећа на број 8, који се сматра и срећним бројем у неким азијским земљама, потенцијалним купцима новог авиона. Коначна конфигурација дефинисана је у првој половини 2001. а израда компоненти торзионе кутије крила започела је 23. јануара 2003. До изградње првог примерка, трошак развоја авиона нарастао је на 11 милијарди евра.

### Производња
Главни делови структуре се израђују у Француској, Немачкој, Шпанији и Уједињеном Краљевству. Због великих димензија, делови се довозе друмским и водним саобраћајем у Тулузу на завршно склапање, уместо ваздушног превоза авионом Ербас А300-600ST Белуга коришћеним за делове других Ербасових авиона. Компоненте испоручују снабдевачи из целог света; пет највећих коопераната, према противвредности су „Rolls-Royce”, „SAFRAN”, „United Technologies”, „General Electric” и „Goodrich Corporation”.
Предњи и задњи делови трупа се укрцавају на Ербасов Ро-Ро брод „Ville de Bordeaux”, у Хамбургу у Немачкој, одакле се превозе у Велику Британију. Крила, која се израђују у Филтону покрај Бристола и Броугтона у северном Велсу, се превозе барком до Мостина, такође у Велсу, где се укрцавају на брод. У Светом Назиру у западној Француској искрцавају се делови трупа из Хамбурга и укрцавају се већи, монтирани делови, међу којима је и нос авиона, који се искрцава у Бордоу. Касније, брод превози делове доњег делове трупа и репа које производи „Construcciones Aeronáuticas SA” у шпанском Кадизу и испоручује их у Бордо. Од тамо делови А380 се превозе барком до Лангона у Жиронди па вангабаритним путничким конвојима до хале за монтажу у Тулузу.
Нови шири путеви, системи канала и барка развијени су за испоруку делова Ербаса А380. Након склапања, авиони лете у Хамбург ради опремања и бојења. Потребно је 3600 литара боје за 3100 m² оплате Ербаса А380. Производна постројења и ланац опскрбе намењени су за израду четири авиона месечно.

### Испитивање
Направљено је пет А380 за тестирања и демонстративне сврхе. Први А380, серијског броја MSN001 и регистарске ознаке F-WWOW, представљен је јавности 18. јануара 2005. у Тулузу. Први лет је започет у 10:29 по локалном времену 27. априла исте године. Авион, опремљен моторима Ролс-Ројс Трент 900, полетео је са аеродрома у Тулузу са шесточланом посадом предвођеном главним пробним пилотом Жаком Росајем. Након успешног слетања после 3 сата и 54 минута лета, Росај је изјавио да је летети са А380-ицом „као управљати бициклом”.
Дана 1. децембара исте године А380 је постигао своју максималну предвиђену брзину од 0,96 Маха (у односу на нормалну брзину крстарења од 0,85 Маха), у благом обрушавању. 10. јануара 2006. А380 је први пут прелетео Атлантик на путу за Медељин у Колумбији, ради тестирања перформанси мотора при слетању на великим надморским висинама. У Северну Америку стигао је 6. фебруара, слетевши у Икалуит, у Нунавуту у Канади ради тестирања при хладној клими.
Дана 14. фебруара 2006. за време сертификационог теста испитивање чврстоће крила разарањем материјала на MSN5000, испитивано крило попустило је на 145% максималног оптерећења, недовољно за потребну сертификацију у односу на тражених 150%, на што је Ербас одговорио преправкама крила са 30 килограма додатног материјала.
А380 је 26. марта исте године у Хамбургу прошао тест евакуације. Са 8 блокираних врата од укупно 16, 853 путника и 20 чланова посаде напустило је авион за 78 секунди, мање од потребних 90, колико прописују стандарди. Три дана касније, А380 је примио одобрење Европске агенције за ваздухопловну безбедност (EASA) и Америчке савезне управе за цивилно ваздухопловство (FAA) за превожење до 853 путника.
Први лет првог А380 са моторима Енџин Елијенс ГП7200, серијског броја MSN009 и регистарске ознаке F-WWEA обављен је 25. августа 2006. 4. септембра 2006. обављен је први лет са путницима. Авион је летео из Тулуза са 474 Ербасових запосленика, у првом од низа летова ради тестирања путничких садржаја и удобности. Новембра 2006. даљи низ огледних летова обављен је ради демонстрирања особина авиона за 150 сати лета у стандардним линијским оперативним условима.
Ербас је 12. децембра 2006. на заједничкој церемонији у Француском седишту компаније, добио EASA и FAA хомологациону листу за верзије А380-841 и А380-842. Верзија А380-861 хомологну је листу добила 14. децембра 2007.
До фебруара 2008. пет А380 у пробном програму скупило је преко 4.565 сати лета током 1.364
 летова, укључујући испитивање рута и демонстративне летове.

### Одлагање испорука
Почетна производња је била у неприликама због одлагања, због 530 km дугачке каблаже у сваком авиону. Ербас је као основне узроке навео сложеност каблова у кабини (100.000 кабла и 40.300 спојева), њен истовремени дизајн и производњу, висок степен прилагођавања свакој авио-компанији, промашаје управљања конфигурацијом и контроле промена. Прецизније, показало се да су немачка и шпанска Ербасова постројења настављала користити CATIA верзију 4, док су британски и француски погони прешли на верзију 5. То је проузроковало свеопште проблеме управљања конфигурацијом, делимично зато што су појасеви каблаже, израђени коришћењем алуминијума уместо бакарних проводника, захтевали посебне прописе пројектовања укључујући и неуобичајене димензије те радијус савијања; то није било једноставно преносити између различитих верзија софтвера.
Ербас је најавио прво одлагање јуна 2005. и обавестио компаније да ће испоруке каснити шест месеци, што је смањило број планираних испорука до краја 2009. са 120 на 90-100 комада. 13. јуна 2006. Ербас је најавио друго одлагање, с помаком распореда испорука од додатних шест до седам месеци. Иако је прва испорука и даље била планирана пре краја 2006. испоруке би 2007. спале на само 9 авиона па би до краја 2009. биле смањене на 70-80 авиона. Најава је проузроковала пад вредности деоница EADS-а од 26% па је довела до одласка главних менаџера EADS-а и Ербаса, Ноела Форгерда и Густава Хумберта, као и менаџера програма А380 Чарлса Чампиона. 3. октобара 2006. након довршетка поновног прегледа програма А380, нови главни менаџер Ербаса Кристијан Стриф најавио је треће одлагање, с првом испоруком планираном за октобар 2007. са 13 испорука 2008. 25 за 2009. и пуним производним ритмом од 45 авиона годишње у 2010. Одлагање је такође проузроковала смањење превиђених прихода до 2010. на 4,8 милијарди евра.
Како је Ербасов приоритет био развој А380-800 насупрот А380-800Ф, поруџбине теретне верзије биле су поништене (ФедЕкс Експрес, ЈуПиЕс ерлајнс) или преусмерене на А380-800 (Емирејтс, Међународна финансијска закупна корпорација). Ербас је одложио развој теретне верзије, али је и даље у понуди иако без датума увођења у службу. За путничку верзију, Ербас је са 13 купаца договорио кориговани распоред испорука и компензације па су сви задржали своје поруџбине, а неке од компанија најавиле и додатне поруџбине (Емирејтс, Сингапур ерлајнс, Квантас, Ер Франс, Катар ервејз и Коријан ер).
Први А380 са новодизајнираним појасевима каблаже покренуо је моторе априла 2008. са три и по месеца закашњења. 13. маја 2008. Ербас је најавио смањење испорука за 2008. и 2009. (21), па касније даљу редукцију на 18 авиона за 2009. годину.

### Увођење у оперативну употребу
Први испоручени авион (MSN003, регистрације 9V-SKA) предан је Сингапур ерлајнсу 15. октобра 2007. а у промет је уведен 25. октобра с првим летом између Сингапура и Сиднеја (број лета SQ380). Путници су купили карте на добротворној интернет аукцији по цени између 560 и 100.380 америчких долара. Емирејтс је била друга компанија која је преузела А380, 28. јула 2008. па је започела летове између Дубаија и Њујорка 1. августа 2008. Квантас је свој први авион добио 19. септембра 2008. па су летови почели дан касније на линији Мелбурн - Лос Анђелес. До краја 2008. А380 је обавио 2200 летова, 21.000 сати лета и превезао 890.000 путника.
Фебруара 2009. превезен је милионити путник Сингапур ерлајнсом. Маја 2009. објављено је да је А380 превезао 1,5 милиона путника током 41.000 сати лета и 4200 летова. Слетањем на аеродром Шарл де Гол 30. октобра 2009. Ер Франсу је испоручен први А380, док је Луфтханза свој први А380 добила 19. маја 2010. До јула 2010. 31 А380 у служби летео је 156.000 сати са путницима на 17.000 летова, превезавши 6.000.000 путника између 20 међународних дестинација.

## Конструкција
Нови Ербас продаје се у две верзије: први, А380-800 дизајниран је за превоз 555 путника у конфигурацији са три путничке класе, или 853 путника (538 на главној и 315 на горњем спрату) у конфигурацији једне-економске путничке класе. Маја 2007. Ербас је започео продају истог авиона у верзији са 30 путника мање (сада 525 путника у три класе), замењених за 370 km (200 миља) већи долет, ради бољег праћења трендова у смештају премијум класе. Предвиђени долет за верзију -800 је 15.200 km (8200 миља). Друга верзија, теретни А380-800Ф, може понети 150 тона терета на 10.400 km (5600 миља) удаљености. Будуће варијанте могу обухватити продужени А380-900 са 656 путника (или до 960 у конфигурацији само економске класе) и верзију са продуженим долетом, с једнаким капацитетом путника као и А380-800.
Недостатак буке мотора - при полетању 50% је тиши од Боинга 747-400 - задивљујући је. А380 је толико велик да је тешко осетити брзину, a горњи спрат је толико далеко од мотора да се звук распршује.
Крило А380 конструисано је за максималну тежину узлетања од преко 650 тона ради прилагођавања будућим верзијама, иако би се тада захтевала додатна појачања. Снажнија крила (и структура) користе се за теретни А380-800Ф. Заједнички приступ дизајнирању обе верзије ствара нешто већу потрошњу горива на путничкој верзији А380-800, али Ербас процењује да величина авиона, заједно са напретком у технологији, омогућује мање оперативне трошкове по путнику у односу на све актуелне варијанте Боинга 747-400. Ербас А380 такође карактеришу врхови крила слични онима на Ербаса А310 и Ербаса А320 ради смањења ефекта вртложног струјања иза авиона, мање потрошње горива и бољих перформанси.

### Пилотска кабина
Ербас је, ради смањења трошкова тренаже посаде, користио распоред пилотске кабине, процедуре и карактеристике управљања сличне онима на другим ербасовим авионима. У складу с тиме, А380 располаже са електронским дигиталним приказивачима у кабини (енгл. Glass cockpit), системом команди лета авиона и бочне управљачке палице. Кабина је опремљена с осам савремених приказивача, димензија 15 × 20 cm, међусобно идентичних и замењивих, од тога су два примарни са навигационим подацима, два су навигациона, један за параметре мотора, један за системе и два мултифункционална, који су новитет у А380 и омогућавају једноставни интерфејс за систем управљања летом (енгл. Flight management system)- као замена за три мултифункционалне командне кутије и индикаторе. „QWERTY“ тастатуре и кугле за праћење (енгл. trackball) повезане су са графичким "point-and-click" навигационим системом. По избору могу се уградити један или два „HUD“-а (енгл. Head-up display).

### Мотори
А380 може бити опремљен са два типа мотора: А380-841, А380-842 и А380-843F с моторима Ролс-Ројс Трент 900, а А380-861 и А380-863F с Енџин Елијенс ГП7000 двопроточним турбомлазним моторима. Трент 900 је изведеница мотора Трент 800, док ГП7000 има корене у моторима Џенерал Електрик ГЕ90 и Прат&Витни ПВ4000. Језгро Трента 900 већа је верзија серије мотора Трент 500, па укључује и технологију Трента 8104, који није никад ушао у производњу. Језгро ГП7200 развијено је из мотора ГЕ90, а вентилатор и нископритисни турбо-механизми из мотора Прат&Витни ПВ4090. Само два од четири мотора опремљени су негативним потиском.
Смањење буке био је значајан услов при дизајну А380, што је посебно утицало на нацрт мотора. Обе врсте мотора поштују ограничења буке QC/2 за полетање и QC/0,5 за слетање испод квота (енгл. Quota Count system) одређених за лондонски аеродром Хитроу, кључну дестинацију за А380.

#### Гориво
А380 покреће мешано синтетичко авионско гориво са компонентама изведеним из природног гаса. Тросатни покушајни лет 1. фебруара 2008. између Ербасовог погона у Филтону и главне Ербасове фабрике у Тулузу, био је успешан. Ројал Дач Шел је испоручио мешавину 60% стандардног керозина и 40% „GTL“ (енгл. Gas-to-liquid) синтетичког горива, које је покретало један од мотора. Такво гориво предвиђено је за мешање са стандардним горивом за млазњаке па авион није захтевао модификације. Себастијен Реми, руководилац Ербасовог програма алтернативних горива, изјавио је да коришћени „GTL“ не испушта мање угљен-диоксида (CO2) у односу на стандардно гориво, али делује повољно на квалитет локалног ваздуха јер не садржи сумпор.

### Напредни материјали
Док је већина трупа израђена од алуминијума, композитни материјали чине више од 20% тежине структуре авиона. У изради крила, делова трупа (као шасија и задњи део трупа), репних површина и врата обилно је коришћена пластика ојачана угљеничним, стакленим или кварцним влакнима. А380 је први путнички авион са средишњом кутијом крила израђеном од пластике ојачане угљеничним влакнима, као и први авион са благо обликованим попречним пресеком крила, док су крила осталих авиона подељена ширином опсега на одељке. Такав развијени, непрекидни пресек усавршава аеродинамичну ефикасност. У изради преткрилаца коришћена је термопластике, док је за горњи део трупа и нападне ивице стабилизатора коришћен нови материјал „GLARE“, метални ламинат ојачан стакленим влакнима (енгл. GLAss-REinforced fibre metal laminate). Такав је алуминијумски, стаклено-влакнасти ламинат лакши и поседује боља антикорозивна својства и отпорност на ударце у односу на конвенционалне алуминијумске легуре коришћене у ваздухопловству. За разлику од ранијих композитних материјала, може се поправљати конвенционалним техникама поправки алуминијума. Такође су коришћене нове легуре алуминијума, које се могу заваривати, што омогућава обилно коришћење ласерског заваривања које замењује заковице па структуру чини лакшом и чвршћом.

### Авионска опрема
А380 користи архитектуру интегрисане модуларне авионске опреме (IMA), која је примењена на напредним борбеним авионима 5. и 4. генерације: F-22 раптор, F-35 лајтнинг II и Рафал. Базирано на решењима комерцијалног софтвера (енгл. Commercial off-the-shelf - COTS) са оперативним системом Integrity-178B. Многи ранији наменски авионски рачунари замењени су новим процесорима и серверима са наменским софтвером. Смањен је број делова, повећана је флексибилност у интеграцији авионске опреме и система, што омогућава коришћење расположивих комерцијалних рачунара, а то све заједно значајно смањује укупне трошкове.
Заједно са IMA, авионска опрема је високо умрежена. Мреже комуникација података користе опрему двосмерног етернета, према стандарду ARINC 664. Мреже података су двосмерне у топологији звезде и засноване на 100BASE-TX брзом етернету, ради смањења количине каблова и минимизирања иницијалног кашњења.
Мрежни системски сервер (NSS) главни је део пилотске кабине, који незграпне приручнике и географске карте чини непотребним које су пилоти традиционално користили. „NSS“ поседује довољно уграђене робусности да може заменити резервне папирне документе у авиону. Систем мреже и сервера складишти податке и нуди електронску документацију са потребним пописом опреме, навигационим картама, прорачунима перформанси и бродским дневником, што је све пилотима доступно кроз два додатна ЛЦД монитора са дијагоналом од 27 cm, сваки контролисан преко сопствене тастатуре и курсор справа монтираних на склопивој табли испред сваког пилота.

### Системи
Команде лета су електричне, дигиталне (енгл. fly-by-wire), са електро хидростатичким покретачима (енгл. Electro-hydrostatic actuators), као и на ловачком авиону F-35 лајтнинг II. Први пут примењене на путничком авиону. Извршно померају крилца, крмило правца, крмило висине и спојлере. Специфичне су по томе што су им покретачи интегрални, није класични хидраулички систем. У заједничком „телу“ је хидро пумпа, погоњена електромотором, хидроуље и хидропокретач. Жеља пилота се брзо трансформише у оптимизиран електрични сигнал у рачунару, који је улаз у електро хидростатичке покретаче, наведених командних површина. На тај начин су све командне површине погоњене са самосталним електро–хидрауличким системима. Самосталне пумпе се покрећу електроенергијом, интегрисане су са телом сваког појединачног хидрауличког покретача. Ово је предност, избегнуте су одвојене централизоване моторске хидро пумпе, велика количина (маса) уља у инсталацији и дугачка мрежа хидро цеви. Лакше је за одржавање, мања је укупна тежина и већа је поузданост, у односу на традиционални хидраулички систем.
Хидраулични систем од 350 бара (35 MPa) знатно је побољшање у односу на стандардни систем од 210 бара (21 MPa) уграђиван у цивилне авионе од четрдесетих година прошлог века надаље. Првобитно коришћена у војним авионима, хидраулика већег притиска смањује запремину цеви, покретача и других компоненти па генерално смањује масу. Притисак 350 бара генерише осам искључујућих хидрауличких пумпи. Цеви су углавном израђене од титанијума, па систем карактеришу расхладници на ваздух и гориво. Архитектура хидрауличног система знатно се разликује у односу на остале путничке авионе. Самодовољне електричне хидрауличне погонске групе, уместо помоћног хидрауличког система, су резерва за примарне системе, што смањује тежину и олакшава одржавање.
А380 користи четири електрична генератора од 150 kVA измењиве фреквенције, који уклањају погон са сталним бројем обртаја ради боље поузданости. Такође користи алуминијумске електричне каблове уместо бакарних, што омогућава велико смањење тежине ради количине кабла коришћене на авиону таквих димензија. Систем електричног напајања у потпуности је компјутеризован те су многи контактори и прекидачи замењени полупроводницима ради бољих перформанси и поузданости.
А380 карактерише систем расвете без сијалица. Светлеће диоде се користе у кабини, кокпиту, теретном простору и другим зонама трупа. Расвета у кабини састоји се од програмираних мулти-спектралних диода, способних створи кабински амбијент симулацију дневног светла, ноћи или међунијанси. Ван авиона користи се ХИД (енгл. High-intensity discharge lamp) расвета ради јаче и квалитетније светлости. Те две технологије у односу на традиционалне сијалице омогућавају бољу светлост и дужи радни век.
А380 је првобитно био планиран без система скретања млаза, ради Ербасове уверености у квалитет кочница, али Ербас је ипак у касним фазама пројекта одлучио да инсталира скретање млаза на унутрашњим моторима. Спољни мотори немају скретање млаза, што смањује количину подизаних крхотина за време слетања. Електрични системи скретања млаза на А380 поузданији су и лакши у односу на пнеуматске или хидрауличне.

### Путничка опрема
А380 ствара 50% мање буке у кабини у односу на Боинг 747 те располаже вишим притиском у простору за путнике (еквивалент висине од 2.134 m према 2.438 m), за шта се сматра да смањује ефекте замора приликом путовања. Горња и главна кабина повезане су двама степеништима, у предњем и задњем делу авиона, довољно широком за мимоилажење двоје путника.
У поређењу са 747, А380 има веће прозоре, већи простор за кеш пртљаг у кабини изнад седишта и 60 cm виши простор за путнике. Шире кабине омогућавају седишта економске класе 48 cm ширине у распореду од 10 у реду на главној кабини (доњој).
У стандардној конфигурацији са три класе и 555 путника, А380 располаже са 33% више седишта у односу на 747-400, али и 50% већим простором у путничкој кабини што оставља више простора за путнике. Максималан хомологни капацитет путника је 853, у конфигурацији само једне, економске класе. Због две кабине целом дужином авиона и широка степеништа омогућавају вишеструке конфигурације седишта. Планиране и најављене конфигурације крећу се од 450 путника (Квантас), до 840 путника (Ер Аустрал).
Ербасов почетни публицитет нагласио је комфор и простор кабине, најавивши инсталације као зоне опуштања, барове, бесцаринске трговине и салоне лепоте. Верџин Атлантик већ сада нуди бар као део своје услуге „Горње класе“ на Ербасу А340 и Боингу 747, па су за А380 најављене играчнице, брачни кревети и гимнастичке дворане. Сингапур ерлајнс нуди дванаест делимично затворених апартмана прве класе (отворених на врху), сваки са једним главним и једним помоћним седиштем, креветом стандардних димензија, писаћим столом и личним простором за пртљаг. У четири апартман (C и D у редовима 03 и 04) могу се уклонити преградни зидови, што их спаја у два двострука апартмана са два кревета модификована у један брачни лежај. Квантасов А380 располаже са седиштима која се адаптирају у дугачке равне кревете, али без врата за приватност. На Емирејтсовим А380-ицама, четрнаест апартмана има приступ двема туш кабинама. Путници прве и бизнис-класе имају на располагању бифе и салон са наслоњачима, као додатак приватном салону прве класе. Сматра се да је висок ниво прилагођавања захтевима компанија успорила
 производњу и повећала трошкове.

### Интеграција у инфраструктуру

#### Земаљске операције
Деведесетих година прошлог века су произвођачи авиона планирали да уведу веће авионе у односу на Боинг 747. У заједничком деловању Међународне организације цивилног ваздухопловства са произвођачима, аеродромима и придруженим службама израђена су аеродромска пристаништа за авионе до 80 метара дужине и распона крила. Ербас је пројектовао А380 у складу с тим смерницама, те ради сигурних операција на пистама и рулницама групе V, чему се у раним фазама успротивила Америчка савезна управа за цивилно ваздухопловство. У јулу 2007. Европска агенција за ваздухопловну безбедност и Америчка савезна управа за цивилно ваздухопловство дозволили су за А380 операције на стазама ширине 45 метара без ограничења. А380 може слетати и полетати на било којој писти која може примити Боинг 747, иако би сигнална расвета и ознаке на пистама можда захтевале промене ради ослобађања простора за крила и избегавања оштећења ради издувног млаза из мотора, те такође и рубних делова рулница ради смањивања могућности оштећења спољних мотора од страног предмета, који су од центра авиона удаљени више од 25 метара.
Асфалт већине писта није потребно ојачати упркос већој тежини ради редистрибуције оптерећења на већи број точкова у односу на остале авионе (22 точкова, четири више у односу на 747 и осам више у односу на Боинг 777).) Ербас је вршио измере оптерећења помоћу 540 тона тешког испитног стола, пројектованог за симулацију шасије. Сто, опремљен сензорима оптерећења, вучен је по асфалту у ербасовим погонима.
А380 захтева сервисна возила опремљена лифтовима која могу достићи до горње кабине, као и вучна возила (pushback) способна вући А380 при пуном оптерећењу. Помоћу два укрцајна моста, време укрцавања је 45 минута, док се с још једним мостом то смањује на 34 минута. Покусни А380, посетом бројним аеродромима широм света, учествовали су у кампањи провере компатибилности аеродрома испитивањем модификација имплементираних на неколико великих ваздушних лука.

#### Раздвајање при полетању и слетању
Године 2005, Организација међународног цивилног ваздухопловства је саветовала да привремени критеријуми раздвајања за А380 при полетању и слетању буду знатно већи у односу на 747, јер су први подаци с тестирања указивали на јаче вртложно струјање иза авиона. Такви критеријуми били су на снази за време додатних тестирања пробним летовима у склопу трогодишњег истраживања које је проводио „Wake Vortex Steering Group“ Организације међународног цивилног ваздухопловства, заједно с представницима Заједничке ваздухопловне власти, EUROCONTROL-а, FAA и Ербаса. У септембру 2006. Радна група је представила ОМЦВ-у своје прве закључке, који је новембра исте године препоручио нове привремене критеријуме. Стандардна удаљеност од 10 наутичких миља (19 km) за ваздухоплов који прати А380 приликом прилажења замењена је дистанцама од 6 наутичких миља (11 km), 8 наутичких миља (15 km) и 10 наутичких миља (19 km) за „тешку“, „средњу“ и „лаку“ ОМЦВ категорију авиона, за разлику од удаљености од 4 наутичких миља (7,4 km), 5 наутичких миља (9,3 km) и 6 наутичких миља (11 km) која се примењују за остале „тешке“ авионе. А380 који прати други А380 мора одржати дистанцу од 4 наутичких миља (7,4 km). Приликом полетања иза А380, остали „тешки“ авиони (не-А380) морају чекати два минута, а „средњи“ и „лаки“ три минута за временске операције. ОМЦВ такође саветује пилотима додавање термина „супер“ испред позивног знака при започињању комуникација са контролом лета, ради разликовања од „тешке“ категорије.
Августа 2008. ОМЦВ објављује измењена раздвајања код прилажења од 4 наутичких миља (7,4 km) за „Супер“ (други А380), 6 наутичких миља (11 km) за „тешку“, 7 наутичких миља (13 km) за „средњу/малу“, и 8 наутичких миља (15 km) за „лаку“.

## Варијанте

### Напредни А380—800
Од 2013. Ербас ће понудити, као опцију, већу максималну тежину код полетања, са бољим односом корисне тежине и долета. Опција је уведена у циљу парирања предвиђеним карактеристикама Боинга 747-8, најновије верзије Боинга 747. Максимална маса полетања повећана је за 4 тоне, на укупно 573 тоне. Повећање је било могуће оптимизацијом поступака „лет помоћу жице“ контроле ради смањења оптерећења током лета. Бритиш ервејз и Емирејтс ће би први корисници нове опције. Вијетнам ерлајнс је показао интерес за варијанту веће тежине.

### А380—900
Новембра 2007. Ербасов главни менаџер продаје Џон Леј потврдио је планове за већу верзију, А380-900, која ће бити незнатно дужа у односу на А380-800 (79,4–73 m). Та ће верзија располагати капацитетом од 650 путника у стандардној конфигурацији и са отприлике 900 путника у конфигурацији у само једној, економској класи. Почетак развоја А380-900 планиран је када производња А380-800 достигне 40 комада годишње, што је било очекивано 2010. У складу с тиме, прва испорука А380-900 може се очекивати око 2015. отприлике у исто време када и А380-800Ф (теретна верзија). Интерес су показале компаније Емирејтс, Верџин Атлантик, Катеј Пацифик, Ер Франс/КЛМ, и Луфтханса.

### А380neo
У неколико наврата авио-компаније захтевале су од Ербаса да на А380 угради најновије моторе који би смањили потрошњу горива и повећали приходе. Најгласнији је био Емирејтс, који је и највећи купац, али су челници Ербаса негирали веће модификације и одложили их за средину 2020-их.

### А380 плус
На аеромитингу у Паризу јуна 2017. године Ербас је објавио да ће на тржиште лансирати А380 „плус”, нову варијанту свог највећег авиона. Од модификација се истичу нове граничне плоче на врховима крила, које ће смањити потрошњу горива за 4%, затим повећање броја седишта у просеку за 80 (у односу на просечан број седишта стандардног А380 код авио-компанија које га тренутно користе), повећање максималне полетне масе за 3 тоне као и мање модификације летачких команди у пилотској кабини. Ербас процењује да ће ове измене повећати долет за око 500 km или ће он остати исти ако се авио-компаније одлуче да повећају број путника у кабини.

### А380F
Премда је Ербас изворно прихватао наруџбе за теретну верзију, производња је одгођена док се не ухода производња путничког авиона. Није понуђен тачан датум могуће прве испоруке првог теретњака.

## Тржиште
Године 2006, ваздухопловни аналитичар Филип Лоренс из Авио истраживачког центра (енгл. Aerospace Research Centre) у Бристолу и Ричард Абоулафиа из Тиејл Груп-а (енгл. Teal Group) консалтинга у Фајерфаксу предвидели су продају 880 комада А380 до 2025. Према Лоренсу, упоредно с пројектом А380, Ербас је предузео највеће и најопсежније икад спроведено тржишно истраживање комерцијалног ваздухопловства, оправдавајући планове за свој „VLA” (Very Large Aircraft, авион с више од 400 седишта), док је према Абоулафију, пораст тржишта авиона средње величине и подела тржишта смањила статус „VLA” авиона на тржишни сектор, учинивши такав пројекат неоправданим. Тржишна предвиђања аналитичара разликовала су се у инкорпорисању „spoke-hub“ и „point-to-point“ модела.
Ербас је проценио да ће у идућих 20 година тржиште захтевати 1283 авиона категорије „VLA” уколико интензитет путничког саобраћаја остане једнак. Уколико се ваздушни путнички промет повећа, потражња може досећи 1771 „VLA” авиона. Већина те потражње биће последица урбанизације и рапидног економског раста у Азији. А380 ће бити коришћен на релативно мало рута, углавном међу најпрометнијим аеродромима. Ербас такође предвиђа потражњу за 415 теретњака у категорији изнад 120 тона. Боинг, који је Ербасу са својим 747-8 једина конкуренција у класи, процењује потражњу за „VLA” авионима од 590 и сукладних теретњака од 370 комада за период 2007.-2026. али јануара 2009. ЕАДС је изјавио да се неће јавити на конкурс за уговор, јер производња само три авиона у Сједињеним Државама финансијски не би имала смисла.
У једном тренутку А380 је разматран као могућа замена за актуелни Боинг VC-25 који се користи као амерички председнички авион „Air Force One”,
До јуна 2010. наручено је 234 Ербаса А380. Првобитно се сматрало да позитивна нула за А380 износи 270 изграђених примерака, али ради одгода испоруке и пада вредности америчког долара, то се повећало на 420 комада. 2010. главни финансијски службеник ЕАДС-а Ханс Питер Ринг изјавио је да би се праг рентабилности (на авионима који су испоручени) упркос кашњењима могао постићи већ 2015. До тада би, према актуелним проценама, требало да буде око 200 испорука. Марта 2010. просечна цена Ербаса А380 била је 346.300.000 америчких долара. Цена зависи од уграђене опреме.

## Наруџбине и испоруке
До сада је деветнаест купаца наручило А380. Укупни број наруџбина краја октобра 2015. износио је 317 комада. Највећи купац је Емирејтс, који је до јуна 2010. број својих наруџбина повећао са 32 на укупно 90, или скоро 40% од свих наруџбина. Касније је та бројка увећана на 140 летелица.
Почетних 27 наруџбина за теретну верзију отказано је или замењено за А380-800 (7) након одлагања у производњи и каснијег обустављања развоја теретњака. Средином 2009. Ербас је за 2010. планирао 20 или више испорука.
За европске и средњоисточне купце испоруке се обављају у Хамбургу, док се у Тулузу испоручују авиони за остатак света.
|           |           | 2001 | 2002 | 2003 | 2004 | 2005 | 2006 | 2007 | 2008 | 2009 | 2010 | 2011 | 2012 | 2013 | 2014 | 2015 | 2016 | Укупно |
| Наруџбине | A380-800  | 78   | 0    | 34   | 10   | 10   | 24   | 33   | 9    | 4    | 32   | 19   | 9    | 42   | 13   | 2    | 0    | 319    |
| Наруџбине | A380-800F | 7    | 10   | 0    | 0    | 10   | −17  | −10  | 0    | 0    | 0    | 0    | 0    | 0    | 0    | 0    | 0    | 0      |
| Испоруке  | A380-800  | 0    | 0    | 0    | 0    | 0    | 0    | 1    | 12   | 10   | 18   | 26   | 30   | 25   | 30   | 27   | 16   | 195    |

| \| — поручено (по годинама) \| — укупно поручено \| — испоручено \| |                   |              |
| — поручено (по годинама)                                            | — укупно поручено | — испоручено |

## Оперативни корисници
Најдужи лет на коме се користи А380 је Квантасов између Сиднеја и Даласа, који удаљеност од 13.804 km пређе за 16 сати и 50 минута. Први лет на овој линији био је 29. септембра 2014. године. Компанија Емирејтс је тренутно највећи комерцијални оператер са 70 летелица у служби, од укупно 140 наручених. Најкраћа рута на којој А380 редовно лети је између Дубаија и Кувајта за Емирејтс (само 861 km и траје око сат и по), премда је A380 Ер Франса такође користио А380 на још краћој рути од Париза до Лондона током лета 2010.
Следећа табела наводи авио-компаније чији су Ербасове А380-ице започеле комерцијалну путничку службу. Не наводи оператере који су наручили А380 или су им испоручени или су објавили појединости инаугурацијских летова али још нису започели редовне летове.
| Авио-компанија          | Први комерцијални лет | Ливерија авио-компаније |
| ----------------------- | --------------------- | ----------------------- |
| Сингапур ерлајнс        | 25. октобар 2007.     |                         |
| Емирејтс                | 1. август 2008.       |                         |
| Квантас                 | 20. октобар 2008.     |                         |
| Ер Франс                | 20. новембар 2009.    |                         |
| Луфтханза               | 6. јун 2010.          |                         |
| Коријан ер              | 17. јун 2011.         |                         |
| Чајна садерн ерлајнс    | 17. октобар 2011.     |                         |
| Малејша ерлајнс         | 1. јул 2012.          |                         |
| Тај ервејз интернашонал | 27. септембар 2012.   |                         |
| Бритиш ервејз           | 24. септембар 2013.   |                         |
| Катар ервејз            | 10. октобар 2014.     |                         |
| Етихад ервејз           | 27. децембар 2014.    |                         |
| Ол Нипон ервејз         | 24. мај 2019.         |                         |

## Инциденти и несреће
А380 је учествовао у две авионске несреће, али се до данас ниједан авион није срушио.
- Квантасов лет 32
- Емирејтсов лет ЕК413[162]

## Карактеристике
| Модел                                                 | A380-800                                                                    | A380-800Ф                                                 |
| ----------------------------------------------------- | --------------------------------------------------------------------------- | --------------------------------------------------------- |
| Посада пилотске кабине                                | 2 х (до 22 стјуарта-стјуардесе)                                             | 2 х (до 22 стјуарта-стјуардесе)                           |
| Капацитет седишта                                     | 525 (3-класе) 644 (2-класе) 853 (1-класа)                                   | 12 достављача                                             |
| Укупна дужина                                         | 72,73                                                                       | 72,73                                                     |
| Распон крила                                          | 79,75                                                                       | 79,75                                                     |
| Висина                                                | 24,45                                                                       | 24,45                                                     |
| Растојање између точкова                              | 33,58 36,85                                                                 | 33,58 36,85                                               |
| Спољашња ширина трупа                                 | 7,14                                                                        | 7,14                                                      |
| Спољашња висина трупа                                 | 8,41                                                                        | 8,41                                                      |
| Максимална ширина кабине                              | 6,58 - главна кабина 5,92 - горња кабина (ширина на поду)                   | 6,58 - главна кабина 5,92 - горња кабина (ширина на поду) |
| Дужина кабине                                         | 49,9 - главна кабина 44,93 - горња кабина                                   | 49,9 - главна кабина 44,93 - горња кабина                 |
| Површина крила                                        | 845 m²                                                                      | 845 m²                                                    |
| Стрела крила                                          | 33.5°                                                                       | 33.5°                                                     |
| Максимална тежина                                     | 562.000 kg                                                                    | 592.000                                                   |
| Максимална тежина при полетању                        | 560.000 kg                                                                    | 590.000                                                   |
| Максимална тежина при слетању                         | 386.000 kg                                                                    | 427.000                                                   |
| Максимална тежина без горива                          | 361.000 kg                                                                    | 402.000                                                   |
| Тежина авиона                                         | 276.800 kg                                                                  | 252.200 kg                                                |
| Максимални корисни терет                              | 89.200 kg                                                                     | 149.800                                                   |
| Максимална количина карго материјала                  | 176 m³                                                                       | 1.134 ³                                                   |
| Максимална брзина на висини крстарења                 | Махов број = 0,89 (945 )                                                    | Махов број = 0,89 (945 )                                  |
| Максимална брзина у благом обрушавању                 | Махов број = 0,96 (на висини крстарења: 1.020 km/h)                         | Махов број = 0,96 (на висини крстарења: 1.020 km/h)       |
| Дужина залета при полетању са максималним оптерећењем | 2.750 m                                                                     | 2.900                                                     |
| Долет                                                 | 15,400 (8,300 nmi, 9,500 mi)                                                | 10,400 (5,600 nmi, 6,400 mi)                              |
| Плафон лета                                           | 13.115                                                                      | 13.115                                                    |
| Максимални капацитет горива                           | 320.000 литара                                                              | 310.000 литара                                            |
| Мотори                                                | 4 × GP7270 (A380-861) 4 × Трент 970/B (A380-841) 4 × Трент 972/B (A380-842) | 4 × GP7277 (A380-863F) 4 × Трент 977/B (A380-843F)        |
| Потисак                                               | 4 × 310 kN                                                                  | 4 × 340 kN                                                |